# Pędzlak pasiasty
Pędzlak pasiasty (Eucomatocera vittata) – gatunek chrząszcza z rodziny kózkowatych i podrodziny zgrzypikowych.

## Zasięg występowania
Płd.-wsch. Azja, występuje w Indiach, na Sri Lance, w Birmie, Tajlandii, Laosie, Wietnamie, płd. Chinach oraz na Tajwanie.

## Budowa ciała
Osiąga ok. 10 mm długości ciała (bez czułków). Ciało smukłe i silnie wydłużone. Czułki długie, skierowane ku przodowi, na nich przedwierzchołkowych segmentach pędzelki z gęstej, długiej szczecinki. Ubarwienie ciała czarne z podłużnymi, żółtymi pasami biegnącymi przez głowę, przedplecze i pokrywy. Czułki czarne.

## Biologia i ekologia

### Tryb życia i biotop
Występuje w lasach, imago jest aktywne przez cały rok. Rzadko obserwowany.

### Odżywianie
Postacie dorosłe żywią się młodą korą nie odwiedzając kwiatów. Larwy ksylofagiczne, choć gatunki żywicielskie nieznane.